# The Haters
Pour les articles homonymes, voir Haters (homonymie).
The Haters est un film muet américain réalisé par Allan Dwan et sorti en 1912.

## Fiche technique
- Réalisation : Allan Dwan
- Date de sortie : États-Unis : 16 mai 1912

## Distribution
- J. Warren Kerrigan : Charley Williams
- Pauline Bush : la nurse
- Jack Richardson : Jim Bradley
- Louise Lester : la tante de la nurse
- George Periolat : Old Ben Griscom